# Eenheidsfront
Het eenheidsfront is een vorm van strijd gevoerd door revolutionaire socialisten. De theorie van de eenheidsfronttactiek werd voor het eerst ontwikkeld door de Comintern, een internationale socialistische organisatie opgericht door revolutionairen van 1917.
Volgens de stellingen van het congres van de Comintern in 1921 is: “het eenheidsfront simpelweg een initiatief waarbij de communisten voorstellen zich te verenigen met alle arbeiders die tot andere partijen en groepen behoren en alle niet aangesloten arbeiders in een gezamenlijke strijd om de onmiddellijke belangen van de arbeidersklasse te verdedigen tegenover de bourgeoisie. ” Het eenheidsfront maakte het mogelijk voor arbeiders die zich hadden gebonden aan de revolutionaire omverwerping van het kapitalisme, om samen te strijden met niet-revolutionaire arbeiders. Door de gezamenlijke strijd streefden revolutionairen ernaar andere arbeiders te winnen voor het revolutionair socialisme.